# Mace Windu
Mace Windu er en fiktiv person i Star Wars-universet. Mace spilles i prequel-trilogien, Star Wars Episode I: Den usynlige fjende, Star Wars Episode II: Klonernes angreb til Star Wars Episode III: Sith-fyrsternes hævn af Samuel L. Jackson.

## Karakter
Mace Windu er bevæbnet med et lilla lyssværd frem for de traditionelle farver i blå, grøn eller rød.

## Optrædener

### Prequel-trilogien
Mace Windu er medlem af Jedirådet på Coruscant, og er med til at afgøre den unge Anakin Skywalkers skæbne. Desuden deltager han i klonkrigen, og er bl.a. med til at indlede angrebet mod grev Dooku på Geonosis i Klonernes angreb. I Sith-fyrsternes hævn er Windu en af de første til at skabe mistillid omkring Palpatine – en mistillid der viser sig at være velplaceret, da Palpatine kort efter afslører sig selv om den Sith-fyrste Jedi-ordenen længe havde ledt efter, overfor Anakin. Efterfølgende skrider Windu ind for at anholde Palpatine, men det bliver en affære der kommer til at koste ham livet – overvejende fordi Anakin forråder ham i sidste øjeblik.